# Richard Gurley Drew
Richard Gurley Drew (* 22. Juni 1899 in St. Paul, Minnesota; † 14. Dezember 1980 in Santa Barbara, Kalifornien) war ein US-amerikanischer Erfinder, der für 3M arbeitete und das Krepp-Klebeband erfand. 
Als er 1923 bei 3M in St. Paul in  Minnesota anfing, war 3M ein Hersteller von Sandpapier. Als die Firma ihr neues „Wetordry“-Sandpapier in Autoläden testete, erfuhr Drew, dass es bei der populären Zweifarblackierung Probleme gab beim Farbübergang. 
Nach zwei Jahren Arbeit im Labor erfand er 1925 das Abdeckklebeband, einen fünf Zentimeter breiten Papierstreifen mit einer dünnen Klebeschicht. 
Das erste Klebeband hatte jeweils dem Rand entlang eine Klebeschicht, nicht aber in der Mitte. Beim ersten Versuch fiel es vom Wagen und der frustrierte Lackierer grollte: „Take this tape back to those Scotch bosses of yours and tell them to put more adhesive on it.“ („Bringen Sie das Band zurück zu Ihren schottischen Bossen und sagen Sie ihnen, sie sollen mehr Kleber anbringen.“) Mit „Scotch“ meinte er „Geizhälse“. Das wurde dann der Name seiner Erfindung.
1930 verkaufte man dann auch transparentes Cellophan-Klebeband, den Vorläufer der heute unter den Namen „Scotch tape“ (USA), „Sellotape“ (Großbritannien) und „Tesa“ (Deutschland) verkauften Produkte. 